# Buffet Crampon
Buffet Crampon SAS ist ein französischer Hersteller von Blasinstrumenten mit Sitz in Mantes-la-Ville, Département Yvelines. Die Firma ist Weltmarktführer in der Produktion von Klarinetten des Böhm-Systems. Ihre 2010 gegründete Tochtergesellschaft Buffet Crampon Deutschland GmbH mit Sitz in Markneukirchen im sächsischen Musikwinkel ist Weltmarktführer in der Herstellung von Blechblasinstrumenten. Zur Herstellung und zum Vertrieb ihrer Produkte beschäftigte die BC-Gruppe Anfang 2021 weltweit ca. 1000 Mitarbeiter, davon allein 470 als Mitarbeiter der BC Deutschland. Die Führung des Konzerns liegt seit 2014 in den Händen von Jérôme Perrod.

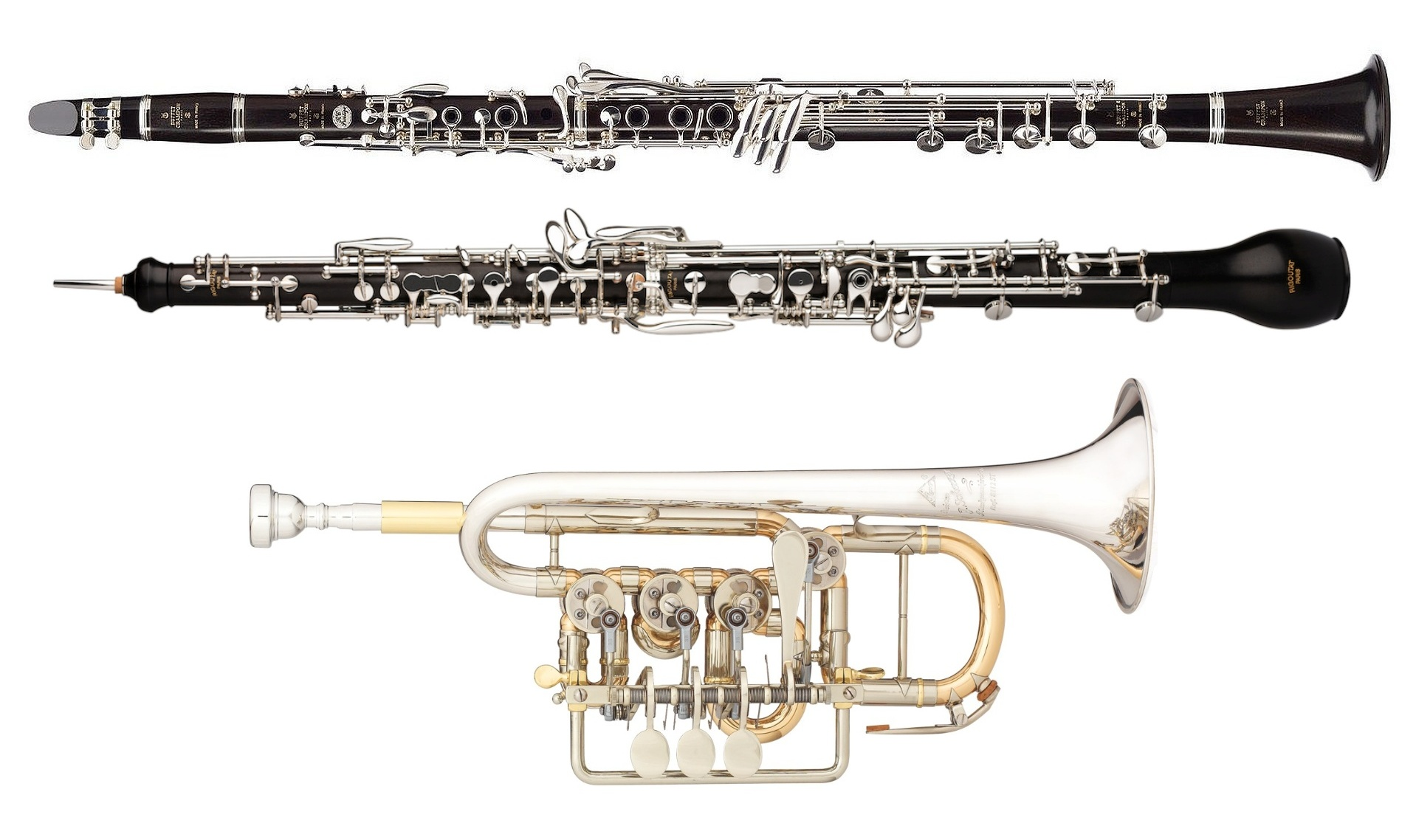
Bassettklarinette, Oboe d’amore, hohe Trompete

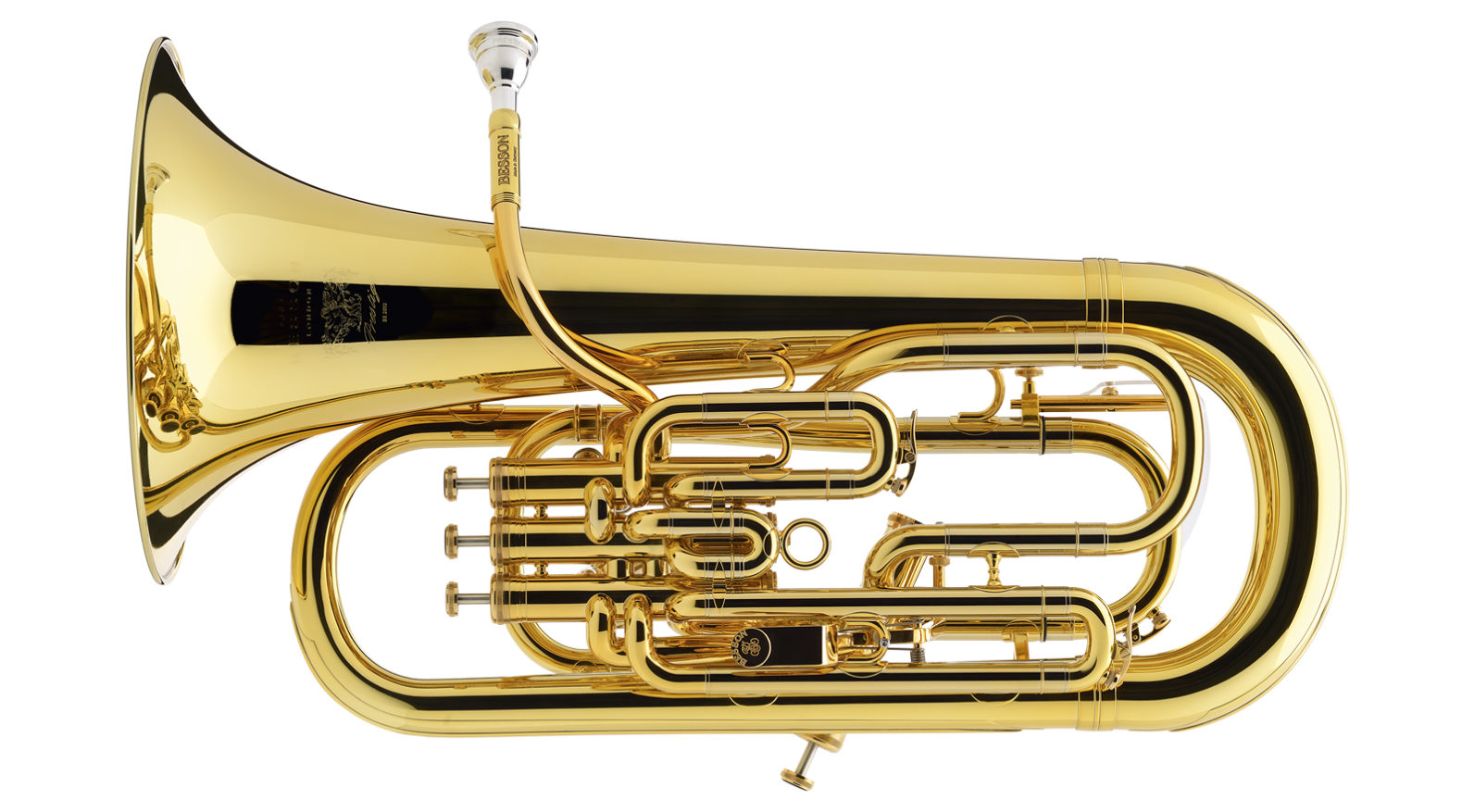
Euphonium

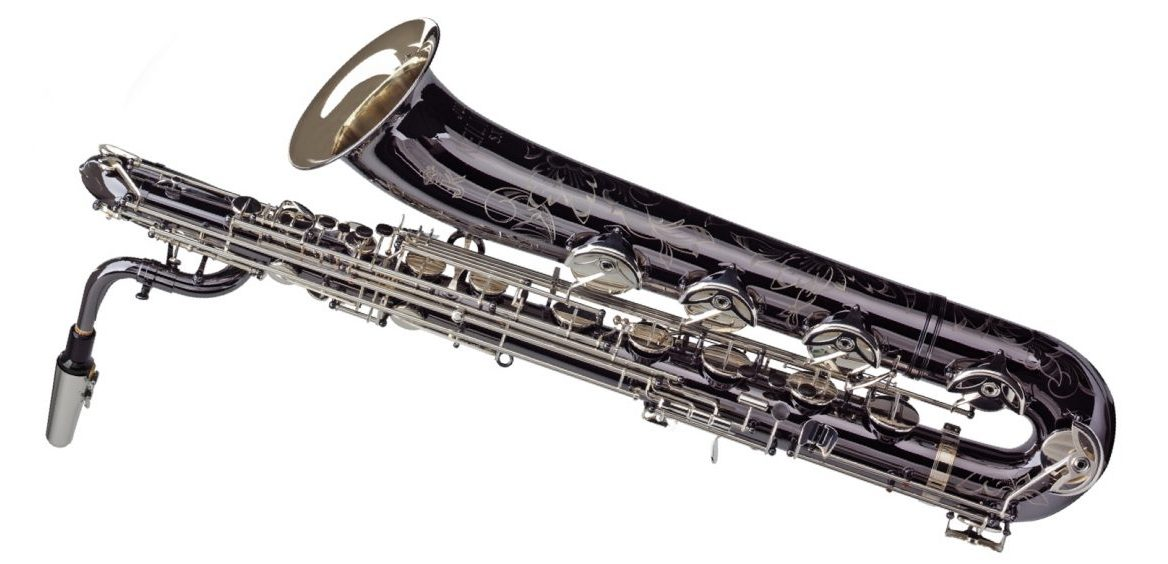
Bariton-Saxophon

## Produkte und Marken
Bei den folgenden Marken/Labels handelt es sich mit Ausnahme der Marke Buffet Crampon um ehemals selbstständige Firmen, deren wesentliches Vermögen einschließlich der Namens- bzw. Markenrechte im Zuge von Konzentrationsprozessen in der Branche von anderen Unternehmen und letztlich teils von der Buffet Crampon SAS, teils von der BC Deutschland GmbH erworben wurden und die dann als Firmen aufgelöst wurden.
Die Buffet Crampon SAS verfügt über sechs Marken, unter denen sie folgende Instrumente herstellt:
- Buffet Crampon:  Klarinetten mit französischem Griffsystem (Böhm), und zwar (fast) die gesamte Klarinettenfamilie in den Stimmungen von hoch Es bis Kontraalt, ferner Oboen, Englischhörner, Fagotte (mit französischer Griffweise und Bohrung) und Saxophone
- Rigoutat:  Oboen, Englischhörner, Oboen d’amore und Baritonoboen
- Parmenon:  Querflöten
- Verne Q. Powell:  Querflöten und Piccoloflöten
- Antoine Courtois:  Posaunen, Flügelhörner und Saxhörner
- Besson:  Trompeten, Posaunen, Kornette, Althörner, Tenorhörner, Baritonhörner, Euphonien und Tuben in Es und B

Die BC Deutschland GmbH verfügt ebenfalls über sechs Marken, unter denen die nachstehend genannten Instrumente gefertigt werden.
- B&S: Trompeten, Posaunen, Kornette, Flügelhörner, Tenorhörner, Baritonhörner und Tuben
- Hans Hoyer:  Einfache Hörner, Doppelhörner, Tripelhörner, Diskanthörner und Wagnertuben
- Melton Meinl Weston:  Flügelhörner, Bariton- und Tenorhörner, Basstrompeten Tuben und Cimbassos
- J.Scherzer:  B- und C-Trompeten und hohe Trompeten
- W. Schreiber:  Klarinetten in B und C (ein Modell) mit deutschem Griffsystem (Oehler), Fagotte und Kontrafagotte
- Julius Keilwerth:  Saxophone (Sopran, Alt, Tenor, Bariton und Bass)

## Produktion und Vertrieb
Die BC-Firmengruppe verfügt über sechs Produktionsstandorte, in denen sie die folgenden Instrumente herstellt:
- Mantes-la-Ville: professionelle Klarinetten, Oboen, französische Fagotte
- Markneukirchen:  In den beiden dortigen Fabriken werden alle Blechblasinstrumente der Buffet-Crampon-Gruppe, ausgenommen die Besson-Student-Instrumente und die Highend-Instrumente der Marke Melton Meinl Weston, hergestellt, zudem Schülerklarinetten der Marke Buffet Crampon und alle Instrumente der Marken W. Schreiber und J. Keilwerth.
- Geretsried bei München: die Instrumente der Marke Melton Meinl Weston. Außerdem befinden sich dort das R&D-Zentrum für alle Blechblasinstrumente der Gruppe und ein Showroom.
- Peking: Blechblasinstrumente für Anfänger
- Shanghai:  Holzblasinstrumente für Anfänger
- Maynard, Massachusetts: V.Q. Powell-Querflöten

In den USA, Kanada, Japan und den Niederlanden ist BC durch Vertriebsgesellschaften präsent. Weiterhin unterhält sie sechs Showrooms: in Paris, Geretsried bei München, Amsterdam, New York, Tokyo und Peking.

## Geschichte

### Anfänge
1825 erhielt der französische Instrumentenbauer Denis Buffet-Auger das Recht, in der Pariser Innenstadt eine Werkstatt zu eröffnen. Durch seine 13-Klappen-Klarinette wurde er in der Musikwelt schnell bekannt. Zu dieser Zeit wurden Klarinetten vollständig in Handarbeit angefertigt.

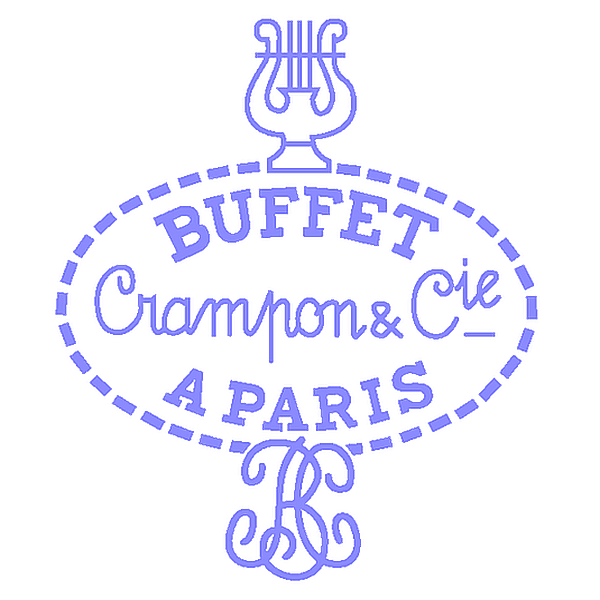
Logo von 1844

1830 übernahm sein Sohn Jean-Louis Buffet den Betrieb. 1836 heiratete er Zoé Crampon, schuf den heutigen Markennamen Buffet Crampon, indem er unter dem Namen "BUFFET Crampon & Cie" mit dem Zusatz "A PARIS" firmierte. Das bis heute verwendete Firmenzeichen wurde erstmals 1844 verwendet.
Gemeinsam mit Hyacinthe Klosé stellte Louis-Auguste Buffet, Bruder von Denis Buffet-Auger, 1839 eine Klarinette mit einem neuen Griffsystem vor, die sie nach dem Vorbild der von Theobald Böhm konstruierten Querflöte entwickelt hatten. Im Jahr 1844 erhielt Louis-Auguste Buffet dafür ein Patent. Das neue System, auf dem nahezu unverändert die heutigen Böhm-Klarinetten gründen, erwies sich als sehr erfolgreich, so dass Buffet Crampon 1850 in Mantes-La-Ville eine Manufaktur errichtete, in der im 20. Jahrhundert ungefähr 175 Mitarbeiter beschäftigt wurden.
Am 21. Februar 1851 lässt Denis A. Courtois, Sohn von Antoine Courtois, seine Erfindungen und Verbesserungen für die Herstellung von Blechblasinstrumenten patentieren. Ebenso die speziellen Optimierungen bei der Ventil-Herstellung.
Im Jahr 1866 baut Buffet Crampon sein erstes Saxophon, 20 Jahre nach der Erfindung des Instruments durch Adolphe Sax.
1878 gewinnt die Firma Antoine Courtois die Goldmedaille auf der Weltausstellung in Paris für ihre „ausgezeichnete Handwerkskunst und absolute Präzision“ bei der Qualität ihrer Instrumente.
1885 Paul Evette und Ernest Schaeffer erwerben Buffet Crampon. 1887 wird die Evette & Schaeffer Company in die Firma Buffet Crampon integriert, die sodann beginnt, Evette & Schaeffer und Evette als Markenname für ihre Instrumente zu verwenden. Ab 1918 geht BC dazu über, die Premium-Line-Instrumente wieder unter dem eigenen Markennamen zu vermarkten, während nun die preislich günstigeren Instrumente unter den Marken Evette und Evette & Schaeffer vertrieben werden. In den 1930er Jahren begann BC damit, diese Instrumente auch von anderen Firmen herstellen zu lassen. Seit etwa 1985 werden die Marken Evette und Evete & Schaeffer nicht mehr verwendet.
1918 stieg Buffet Crampon in den amerikanischen Markt ein und wurde zum weltgrößten Klarinettenhersteller.
1921 trat der Akustiker Robert Carrée in das Unternehmen ein. Im Jahr 1948. schuf er das später berühmte Klarinettenmodell R13, ein insbesondere im angelsächsischen Sprachraum sehr verbreitetes Instrument, aus dem er 1974 zusammen mit Jacques Lancelot das Modell RC entwickelte, welches insbesondere in Europa sehr beliebt wurde.
In diesem Jahr begann das Unternehmen auch mit der Produktion der Saxophone des Dynaction-Modells, die sich zu den Modellen der Super Dynaction (1957) und der hoch angesehenen S-Serie (1973) entwickeln sollten. Buffet Crampon wurde auch zum führenden Distributor von Instrumenten für Studenten in Europa und vermarktete französische und italienische Saxophone unter der Marke Evette & Schaeffer. In den 1970er Jahren brach die Position des Unternehmens auf dem Markt für Studentensaxophone angesichts der Konkurrenz durch die Firma Yamaha, die qualitativ hochwertigere und aktuellere Instrumente anbot, sowie kostengünstigere ostdeutsche, tschechische und asiatische Hersteller zusammen. Ihr Zusammenbruch auf dem Studentenmarkt ging mit einer Verschlechterung der Position auf dem Markt für professionelle Saxophone einher, die dazu führte, dass sie Mitte der 1980er Jahre eingestellt wurde. 2008 trat Buffet mit seinem 400er-Modell aus China wieder in den Saxophonmarkt ein.

### Boosey & Hawkes und The Music Group
1981 wurde Buffet Crampon von Boosey & Hawkes übernommen.

2005: Logo der neuen Firma Buffet Group Wind Instruments S.A.S.

1994 stellte Buffet Crampon einen Verbundwerkstoff als Holzersatz vor. Dieses Material zeichnet sich durch eine deutlich geringere Empfindlichkeit gegenüber Temperaturschwankungen aus. Zudem leistete Buffet mit dieser Entwicklung einen Beitrag zum Schutz des afrikanischen Hülsenfrucht-Gewächses Grenadill (Dalbergia melanoxylon), aus dem das ansonsten verwendete Klangholz gewonnen wird.
2003 gliederte Boosey & Hawkes sämtliche Instrumentenbaubetriebe in das Konsortium The Music Group aus. Boosey & Hawkes konzentrierte sich nun wieder auf sein Kerngeschäft als Musikverlag. Als Investor für die Ausgliederung war der englische Fonds Rutland Partners aufgetreten. Dieser finanzierte die Ausgliederung mit 33 Millionen englischen Pfund. The Music Group bestand zunächst aus den folgenden Unternehmen:
- Besson (Vollsortimenter für Blechblasinstrumente)
- Buffet Crampon (Holzblasinstrumente)
- Karl Höfner (Streichinstrumente und Gitarren)
- Julius Keilwerth (Saxophone)
- Roderich Paesold (Streichinstrumente und Bögen)
- Rico International (Rohrblätter und Zubehör)
- W. Schreiber & Söhne (Holzblasinstrumente)
- Jakob Winter (Instrumentenkoffer)

Im April 2004 wurde Rico International für 22 Millionen Euro als erstes Unternehmen der Gruppe verkauft. Danach folgte der Verkauf der Unternehmen Jakob Winter und Karl Höfner an das jeweilige Management. Diese beiden Verkäufe erzielten aber keinen nennenswerten Umsatz. Im Juni 2005 trennte sich The Music Group für einen Kaufpreis von 33,1 Millionen Euro von der Firma Buffet Crampon, die in der von einer französischen Investorengruppe neu gegründeten Firma „BUFFET GROUP Wind Instruments SAS“ aufging, die aber für ihre Produkte weiterhin die Marke Buffet Crampon verwendete. Im Jahr 2005 konsolidierte The Music Group ihre Holdings weiter auf die Marken Besson sowie Schreiber und Keilwerth. Besson ging im Januar 2006 an die Buffet Group SAS.
2006 übernahm Buffet Group den größten französischen Hersteller von Blechblasinstrumenten Antoine Courtois und einen weiteren Hersteller von Blechblasinstrumenten, Besson. 2008 erwarb sie die Firma Leblanc aus La Couture-Boussey. Leblanc war seit 1750 als Spezialist für Klarinetten bekannt, gehörte zuletzt dem amerikanischen Konzern Steinway und beschäftigte 35 Mitarbeiter.

### 2010 bis heute
2010 erwirbt die von Buffet Group neu gegründete Buffet Crampon Deutschland GmbH, Markneukirchen, aus der Insolvenz der Schreiber & Keilwerth GmbH deren Produktionsstätte in Markneukirchen sowie die Marken W. Schreiber und Julius Keilwerth, nachdem der Insolvenzverwalter in den Monaten zuvor die Belegschaft in Markneukirchen von 252 Mitarbeiter auf 134 reduziert hatte. Die Firma stellte unter der Marke W. Schreiber Klarinetten deutschen Systems und Fagotte und unter der Marke J. Keilwerth Saxophone her. 2012 übernimmt die BC Deutschland zusätzlich die ebenfalls in Markneukirchen produzierende B&S GmbH, den führenden europäischen Hersteller von Blechblasinstrumenten mit 250 Mitarbeitern und mit den Marken B&S, Hans Hoyer, Melton, Meinl, Weston und J. Scherzer, und integriert sie in das Unternehmen, dessen Belegschaft damit auf mehr als 400 Beschäftigte anwächst (Anfang 2021 470). Durch diese beiden bedeutendsten Akquisitionen in der Firmengeschichte kann die Buffet Group den Umsatz, den sie und ihre neue Tochtergesellschaft zusammen erzielen, fast verdoppeln und nimmt seitdem als Firmengruppe eine führende Stellung nicht nur im Bereich von Holzblasinstrumenten, sondern auch von Blechblasinstrumenten ein.
2012 wird die Fondations Capital France SAS Anteilseigner von Buffet Group. Fondations Capital ist eine Tochtergesellschaft der Trail, einer europäischen Private-Equity-Gesellschaft mit Sitz in Paris.
2014 wird Jérôme Perrod zum neuen Vorstandsvorsitzenden der Buffet Group Windinstruments SAS berufen.

2016: Logo der umbenannten Firma Buffet Crampon SAS

2015 gründet Buffet Group eine Tochtergesellschaft in China, die Buffet Crampon Manufacturing Musical Instruments Co. LTD, die in Peking eine Produktionsstätte für 160 Mitarbeiter errichtet, in der ab 2016 jährlich 4000 Blechblasinstrumente für Studenten gefertigt werden (sollen).
2016 wird der Firmenname Buffet Group Windinstruments SAS in den heutigen Namen Buffet Crampon SAS geändert. Übernahme von Powell Flutes.
Im Januar 2019 erwirbt Buffet Crampon den französischen Oboen-Hersteller Rigoutat, Paris.
Juni 2019 Erwerb der Firma Parmenon, deren Know-how und Ruf die Kompetenz der Gruppe auf dem Querflötenmarkt stärkt.
2020 BC eröffnet Buffet Crampon einen Showroom in Peking und errichtet in der Nähe von Shanghai eine neue Fabrik (BCMMI) für 130 Beschäftigte, mit einer Jahreskapazität von angabegemäß 50.000 Instrumenten.
Buffet Crampon ist Partner des Woodstock der Blasmusik.

### Besson
Besson ist ein ehemaliger französischer Instrumentenbauer und heute ein Markenname für Blechblasinstrumente.

### B&S, Hans Hoyer, Melton Meinl Weston, J. Scherzer

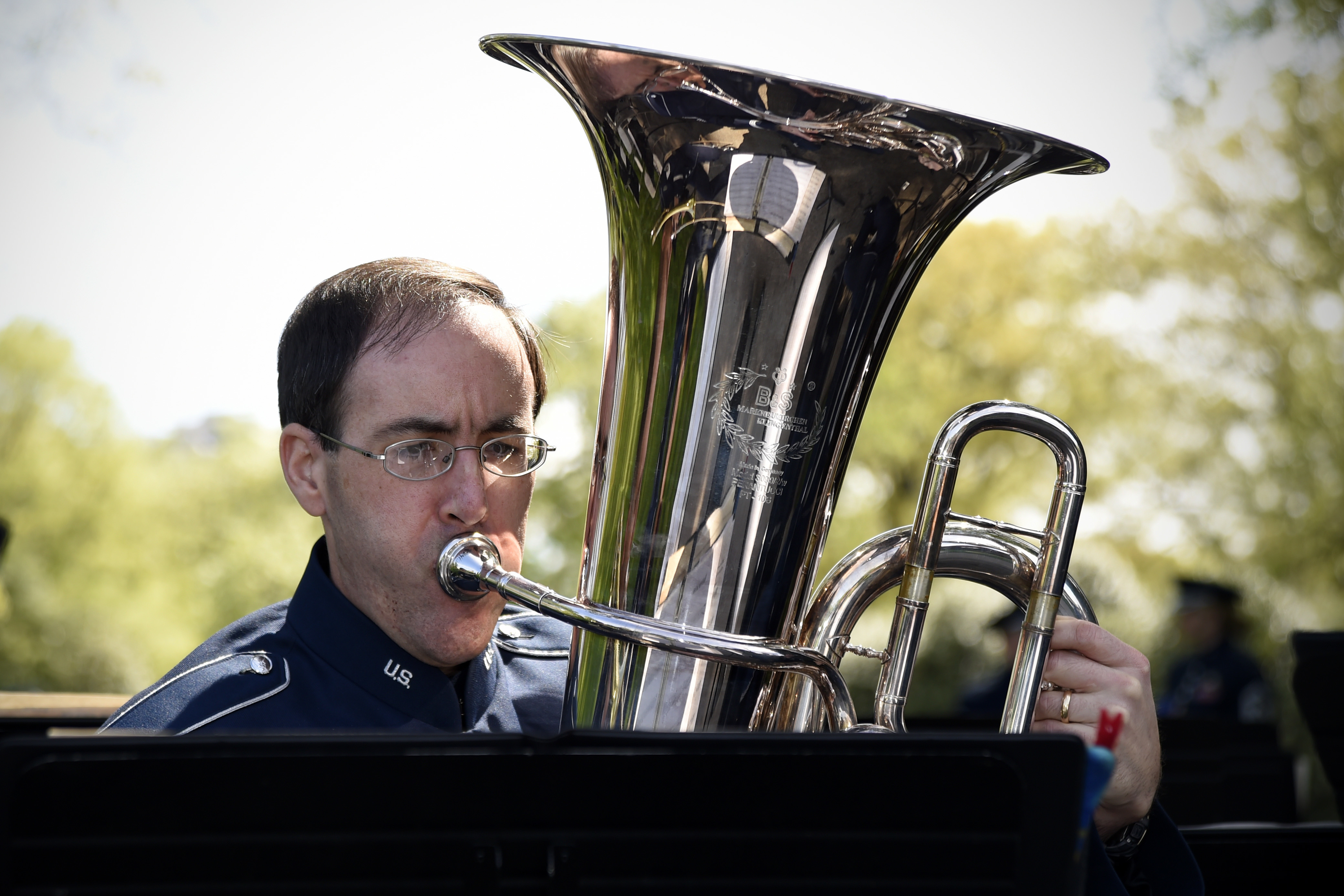
B&S Perantucci-Tuba in der United States Air Force Band

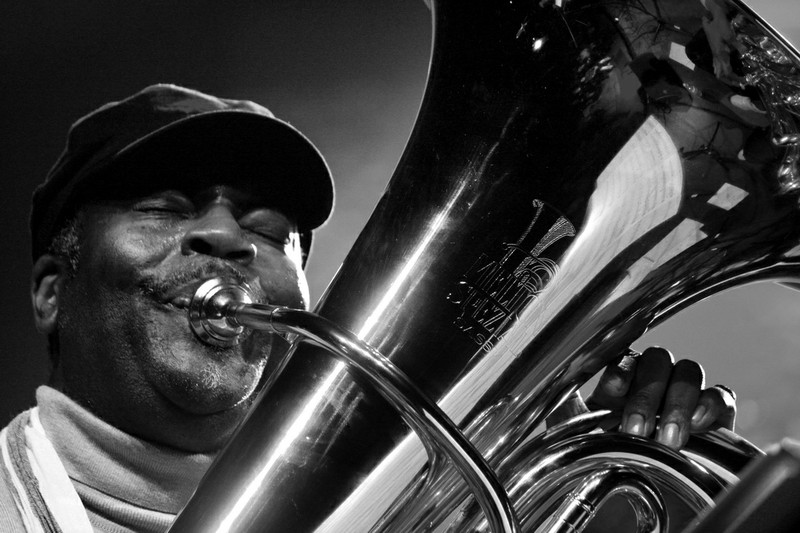
Jon Sass mit einer Melton-Tuba

Das Unternehmen Meinl wurde von Anton Meinl gegründet. Er hat viel zur Entwicklung und Verbesserung vor allem von Tuben beigetragen. 1984 stieg Anton Meinls Sohn, Gerhard A. Meinl, in das elterliche Unternehmen ein, um zugleich eine Lehre als Metallblasinstrumentenmacher zu machen. Meinl, der anschließend in 7. Generation einer Familie in der Musikwirtschaft arbeitet, führte anschließend als ausgebildeter Trompeter das sehr erfolgreiche Prinzip der „offenen Werkstatt“ ein und wurde bekannt für seine Zusammenarbeit mit Künstlern.
1991 gründete Gerhard Meinl zusammen mit anderen Investoren die TA Musik-Gruppe als Mitglied der Mittelstands-Holding TA Triumph Adler AG, um die Vogtländische Musikinstrumentenfabrik GmbH (den ehemaligen VEB Blechblas- und Signalinstrumentenfabrik in der DDR) von der Treuhand zu übernehmen. Gerhard Meinl ist der Branchengeschäftsführer dieser Gruppe und war zugleich Leiter der Tochtergesellschaften, welche neben der Wenzel Meinl GmbH auch den Blechblasinstrumentenhersteller Antoine Courtois in Paris/Amboise (einen Metallblasinstrumentenmacher mit Gründungsdatum 1803), den Oboen-Hersteller SML Strasser-Marigaux aus Frankreich und die Klarinettenmanufaktur F. Arthur Uebel in Deutschland umfassten.
Im Zuge einer Fokussierungsstrategie hat die Triumph-Adler AG die TA Musik GmbH an eine Gruppe um Meinl veräußert. Dabei erwarben die Partner 100 Prozent der Anteile der TA Musik GmbH, welche zunächst als JA Musik GmbH, dann als B&S GmbH mit den gleichen Aufgaben einer Management Holding für die Beteiligungsgesellschaften aus dem Bereich Blech- und Holzblasinstrumente weitergeführt wurde.
2012 kaufte die Buffet Group die B&S GmbH und integrierte sie in die BC Deutschland GmbH.

### W. Schreiber und Julius Keilwerth

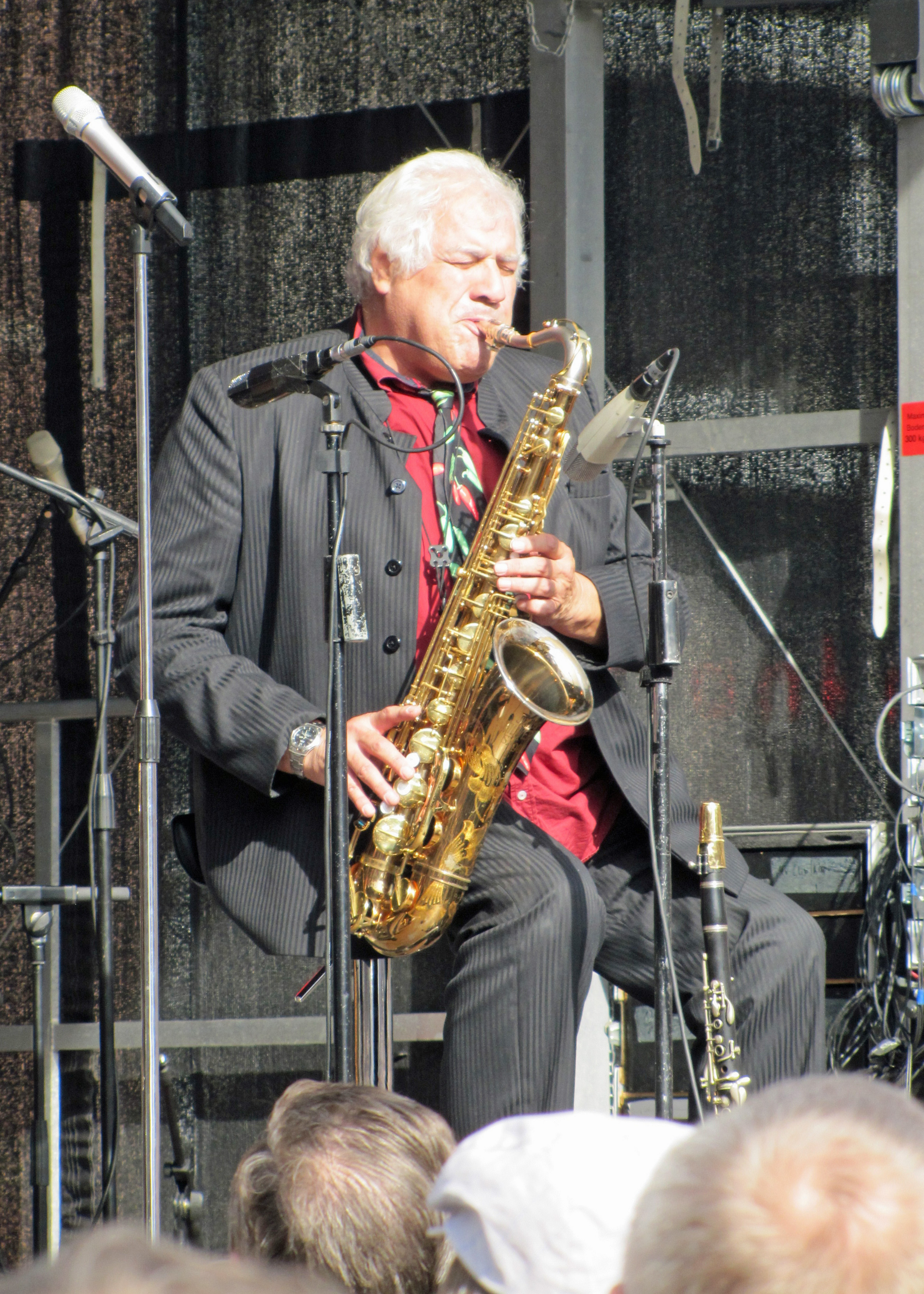
Wilson de Oliveira mit Keilwerth-Tenorsaxophon

1925 gründet Julius Keilwerth seine Saxophon-Handelsmarke. Fünf Jahre später wird die erste Fertigungsstätte in Graslitz, Sudetenland, gebaut. Nach dem Zweiten Weltkrieg wird die Firma in Nauheim neu gegründet.
1946 gründet Wenzel Schreiber mit seinen Söhnen Hogo und Ernst, ebenfalls in Nauheim, ein Unternehmen zur Reparatur und ab 1951 auch zur Herstellung von Holzblasinstrumenten, und zwar Klarinetten, Oboen, Flöten und Fagotte.
1996 kommt es zu einer Fusion der beiden Unternehmen unter der neuen Firma Schreiber und Keilwerth GmbH. Die Produktion des Schreiber-Teils wird 2001, später auch die übrige Produktion, nach Markneukirchen in eine neu errichtete Produktionsstätte verlagert. 2010 ging die Firma in die Insolvenz.
Wie bereits ausgeführt, erwarb die Buffet Crampon Deutschland GmbH 2010 vom Insolvenzverwalter der Schreiber & Keilwerth GmbH deren Produktionsstätte in Markneukirchen mit (noch) 134 Mitarbeitern sowie die Marken W. Schreiber und Julius Keilwerth.
Unter dem Label W. Schreiber werden heute Klarinetten, Fagotte und Kontrafagotte und unter dem Label Julius Keilwerth Saxophone hergestellt.
Bei den Klarinetten handelt es sich ausschließlich um solche mit deutschem Griffsystem (Oehler), die die Buffet-Crampon-Gruppe bis dahin nicht im Programm hatte. Die Klarinetten mit französischem System (Böhm) werden weiterhin ausschließlich in Frankreich gefertigt. Die Schreiber-Klarinetten liegen im unteren und mittleren Preissegment und beschränken sich auf die Stimmungen B und A. Zwei Modelle davon sind für den österreichischen Markt bestimmt (Wiener Klang mit weiterer Bohrung), die übrigen für den deutschen. Bei den Fagotten werden drei Schüler- und drei professionelle Instrumente angeboten, bei den Kontrafagotten zwei Modelle.

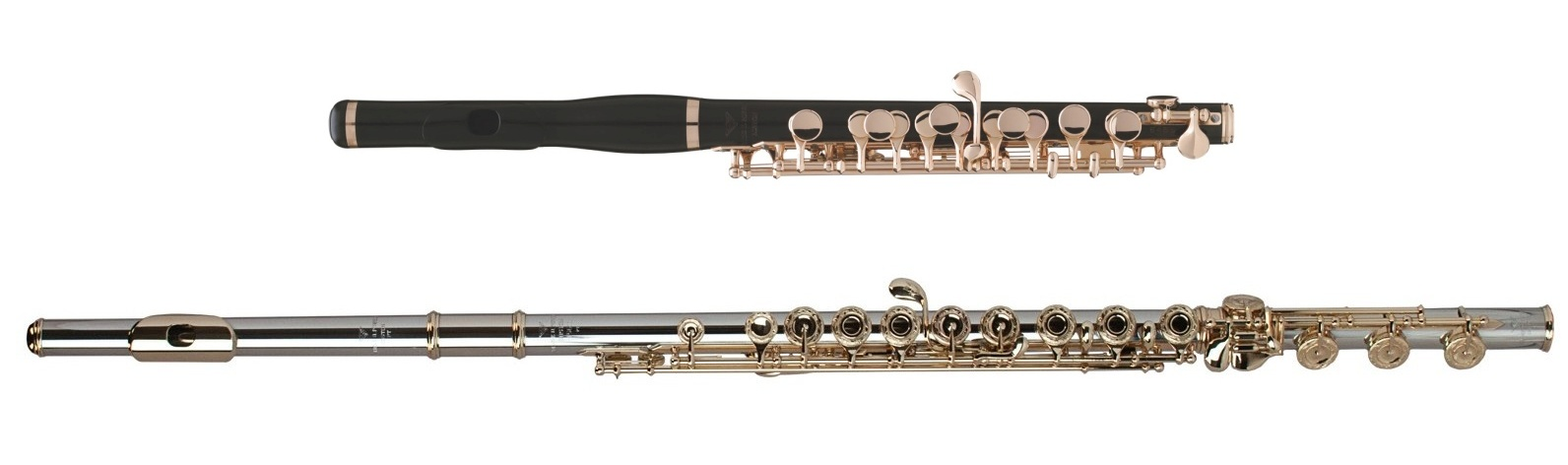
Piccoloflöte aus Grenadill, Flöte aus Platin

Die unter dem Label Julius Keilwerth produzierten Saxophone liegen in den Stimmungen Sopran (zwei Modelle), Alt (drei Modelle), Tenor (drei Modelle) und Bariton (zwei Modelle).

### Verne Q. Powell
1927 wurde Verne Q. Powell Flöten gegründet und ein Geschäft auf der Huntington Avenue im Zentrum Bostons eröffnet.
1939 wird Powell gebeten, eine Platinflöte für den Metallurgie-Wettbewerb der 1939er Weltausstellung herzustellen. Diese Flöte gewinnt den ersten Preis und wird sofort von William Kincaid, dem ersten Flötisten des Philadelphia Orchestra, erworben.

## Französische Klarinettenmodelle
Zur Zeit (Anfang 2021) werden folgende Modelle angeboten:
| Modell                | Stimmung Hoch As/ G/Es | C/D   | B | A | G | Bassettklar. in A/B/G | Bassetthorn in F | Alt in Es | Bass kurz in B   | Bass lang in B | Contraalt in Es Contrabass in B |
| --------------------- | ---------------------- | ----- | - | - | - | --------------------- | ---------------- | --------- | ---------------- | -------------- | ------------------------------- |
| E 12F                 |                        |       | x |   |   |                       |                  |           |                  |                |                                 |
| Conservatoire         |                        |       | x |   |   |                       |                  |           |                  |                |                                 |
| Prodige               |                        |       | x |   |   |                       |                  |           |                  |                |                                 |
| Legende               |                        |       | x | x |   |                       |                  |           |                  |                |                                 |
| Legende aus Buchsbaum |                        |       | x | x |   |                       |                  |           |                  |                |                                 |
| Gala                  |                        |       | x | x |   |                       |                  |           |                  |                |                                 |
| Tradition             |                        |       | x | x |   |                       |                  |           |                  |                |                                 |
| Divine                |                        |       | x | x |   |                       |                  |           |                  |                |                                 |
| Festival              |                        |       | x | x |   |                       |                  |           |                  |                |                                 |
| Vintage               |                        |       | x | x |   |                       |                  |           |                  |                |                                 |
| R13 Prestige          |                        |       | x | x |   |                       |                  |           |                  |                |                                 |
| RC                    | Es                     |       | x | x |   |                       |                  |           |                  |                |                                 |
| R 13                  | Es                     |       | x | x |   |                       |                  |           |                  |                |                                 |
| E 13                  | Es                     | C     | x | x |   |                       |                  |           |                  |                |                                 |
| E 11                  | Es                     | C     | x | x |   |                       |                  |           |                  |                |                                 |
| Tosca                 | Es                     |       | x | x |   |                       |                  |           | Mod. 1180 + 1185 | Mod. 1195      |                                 |
| (RC) Prestige         | Es                     | C + D | x | x |   | A                     | x                | x         |                  | Mod. 1193      | Contraalt                       |

Beschreibung:

Einsteiger- und Schülermodelle:
- Prodige – (2016-) Einsteigermodell, Kunststoffkorpus
- E11 – Einsteiger-Instrument aus Echtholz. Erhältlich als A-, B-, C- und Es-Klarinette
- E12F – Ambitioniertes Einsteigermodell

Semiprofessionelle Modelle:
- E13 – Bohrungsdesign geht auf die frühere, 1960 erschienene BC20 zurück. Lederpolster. Neuer Becher wie beim Modell RC (2015)
- Conservatoire

Professionelle Modelle:
- R13 – (1955–) Entwickelt von Robert Carrée. Hat eine sog. poly-zylindrische Bohrung. Eine der beliebtesten Klarinetten im angelsächsischen Sprachraum.
- RC – (1975–) Benannt nach dem Entwickler (zusammen mit Jacques Lancelot) Robert Carrée. Überarbeitet 2014.
- Vintage – (1996–) Variante der R13. Entwickelt von René Lessieux.
- Tradition – (2016–2019) Neues zylindrisches Bohrungsdesign, welches auf das frühere Modell BC20 zurückgeht. Neues Design und verbesserte Ausstattung ab April 2019.
- Gala – (2020–) Zylindrisches Bohrungsdesign wie bei der Tradition.

Spitzenmodelle:
Alle folgenden Modelle sind aus naturbelassenem (ungebeiztem) Grenadillholz, haben Metallringe zur Verstärkung an den Zapfen und einen zusätzlichen Es-Heber links. Die gleichwertigen Modelle RC Prestige, R13 Prestige und Festival unterscheiden sich nur im Design der Bohrung (und des Tonlochnetzes).
- RC Prestige – (1976–) Premium-Modell der RC. Robert Carrée, weiter entwickelt von Jacques Lancelot und Guy Deplus. Eiförmige Ausbuchtung im Becher. Überarbeitet 2020. Erhältlich als A-, B- und auch als C-, D- und Es-Klarinette sowie als Bassettklarinette in A

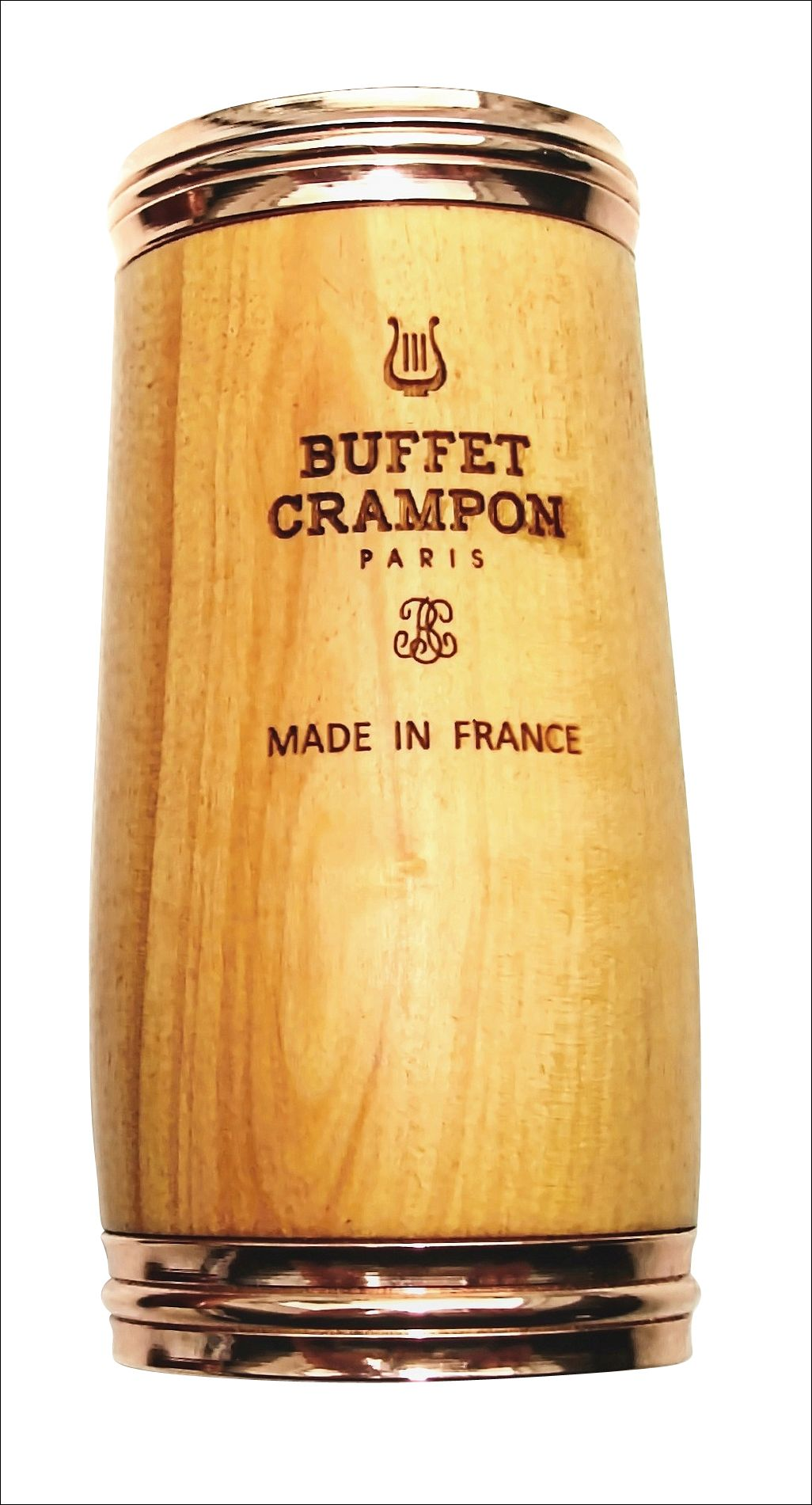
Eine Birne (Verbindungsteil zwischen Mundstück und Oberstück einer Klarinette) aus Buchsbaum

- R13 Prestige – (1985–) Premium-Modell der R13
- Festival – (1987–) Variante der R13 Prestige. Entwickelt in Zusammenarbeit von Jacques Lancelot, Guy Deplus und Michel Arrignon
- Tosca – (2003–) Neuestes Spitzenmodell der R13-Familie, mit Tief-F-Korrektur, ohne Bechermetallring. Entwickelt von Michel Arrignon. Erhältlich als A-, B- und Es-Klarinette
- Divine – (2012–) Neuestes Spitzenmodell der RC-Familie mit Tief-F-Korrektur, ohne Bechermetallring. Karbondraht statt Metallverbindungsringe. Synthetischer Kork an den Zapfen. Entwickelt in Zusammenarbeit mit Paul Meyer
- Légende – (2017–) Zylindrische Bohrung, mit Tief-F-Korrektur, ohne Bechermetallring. Versilberte Mechanik mit Verbindungsringen und einigen weiteren Teilen rosévergoldet. Seit Herbst 2020 wird dieses Modell auch in Buchsbaum (Buxus sempervirens) angeboten
- Tradition – (2019–) Komplette Überarbeitung des Tradition-Modells von 2016. Zylindrische Bohrung. Neu gegenüber dem Vorgänger: Tief-F-Korrektur, Zapfenmetallringe, ungebeiztes Holz, Metallemblem

Ehemalige Spitzenmodelle:
- Elite – (1989–2003) Ersetzt durch das Modell Tosca
- DG – (1993–2000) Entwickelt von Daniel Gautier

Deutsche Modelle:
- siehe Buffet Crampon Deutschland unter „W. Schreiber“.